# Armored Core: Formula Front
Armored Core: Formula Front est un jeu vidéo d'action développé et édité par From Software sur PlayStation Portable en 2004 puis en 2005 sur PlayStation 2 au Japon.
Une version améliorée est distribuée en Amérique du Nord et en Europe et est sous-titrée Extreme Battle.